# چارلز مهان
چارلز مهان (انگلیسی: Charles Mehan; ۱۵ مهٔ ۱۸۹۶ – ۱۱ اوت ۱۹۷۲) بازیکن راگبی ۱۵ نفره اهل ایالات متحده آمریکا بود.